# Cuetzalan del Progreso
Cuetzalan del Progreso è una municipalità dello stato di Puebla, nel Messico centrale, il cui capoluogo è la località di Ciudad de Cuetzalan.
Conta 47.433 abitanti (2010) e ha una estensione di 181,73 km². 	 	
Il significato del nome della località in lingua nahuatl è luogo vicino agli uccelli quetzal.